# Alue Nibong
Alue Nibong is een bestuurslaag in het regentschap Aceh Timur van de provincie Atjeh, Indonesië. Alue Nibong telt 1399 inwoners (volkstelling 2010).